# Maria Ștefan

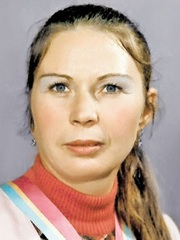
Maria Ştefan

Maria Ştefan (Jurilovca, Tulcea, 16 de fevereiro de 1954) é uma ex-velocista romena na modalidade de canoagem.
É cunhada da também ex-canoísta Maria Nichiforov, vencedora da medalha de Bronze em Munique 1972 na categoria K-2 500 m.

## Carreira
Foi vencedora da medalha de Ouro em K-4 500 m em Los Angeles 1984, junto com as colegas de equipa Nastasia Ionescu, Tecla Marinescu e Agafia Constantin.